# Rondissone
Rondissone là một đô thị ở tỉnh Torino trong vùng Piedmont, có vị trí cách khoảng 30 km về phía đông bắc của Torino, nước Ý. Tại thời điểm ngày 31 tháng 12 năm 2004, đô thị này có dân số 1.668 người và diện tích là 10,6 km².
Rondissone giáp các đô thị: Mazzè, Cigliano, Saluggia, Chivasso, Torrazza Piemonte, và Verolengo.